# Gerhard Lindblom
Gerhard Lindblom, né à Åby (près de Kalmar) le 26 août 1887 à et mort le 8 juin 1969 est un professeur suédois d'ethnologie qui étudia notamment la population des Akampas et participa à de nombreuses expéditions en Afrique orientale. Il travailla en Afrique orientale britannique dans les années 1910.

## Quelques écrits
- Afrikanska strövtåg. Två års folklivsstudier i engelska och tyska Ost-Afrika, 1914
- Outlines of a Tharaka Grammar, with a list of words and specimens of the language, 1914
- The Akamba in British East Africa : an ethnological monograph, 1916, thèse de doctorat à l'université d'Uppsala, 1918-1920, facsimilé 1969
- Notes on Kamba grammar : with two appendices: Kamba names of persons, places, animals and plants - salutations, 1926
- Die Beschneidung bei den Akamba, 1927
- Kamba folklore, 3 volumes, 1928-1935
- Notes ethnographiques sur le Kavirondo septentrional et la colonie du Kenya, 1932
- Spears with two or more heads, particularly in Africa, 1934
- Ethnological and anthropological studies in Sweden during the war, 1946

## Expositions
- Saint-Pétersbourg: Efim Rezvan, Dans le miroir du temps. La collection photographique du Kenya de Gerhard Lindblom. Catalogue d'exposition photographique (Saint-Pétersbourg, 2010) [ (ISBN 978-5-91373-033-6)] (catalogue en russe et en anglais)